# Cyphia volubilis
Cyphia volubilis là loài thực vật có hoa trong họ Hoa chuông. Loài này được (Burm.f.) Willd. mô tả khoa học đầu tiên năm 1798.